# Landung in Salerno
Landung in Salerno (Originaltitel A Walk in the Sun) ist ein US-amerikanischer Kriegsfilm unter Regie von Lewis Milestone aus dem Jahr 1945. Als Grundlage diente der 1944 erschienene Roman A Walk in the Sun von Harry Brown.

## Handlung
Am Morgen des 9. Septembers 1943 bei der Operation Avalanche, der Landung der Alliierten im Golf von Salerno. 53 Soldaten aus der texanischen 36th Infantry Division bilden ein Platoon und warten auf einem LCVP-Landungsboot auf ihrem Einsatz. Schon vor der Erstürmung des Strandes wird Lieutenant Rand, der Anführer des Plattoons, von einer Granate schwer verwundet. Er und sein Stellvertreter Halverson bleiben zurück, während der Rest der Gruppe auf Anweisung von Halverson die Landung unternimmt. Diese gelingt zwar, aber wenig später müssen die Soldaten erfahren, dass sowohl Rand als auch Halverson umgekommen sind. Auch McWilliams, der Einsatzersthelfer, wird bei einem Fliegerangriff getötet. Ein paar Verwundete müssen zurückgelassen werden, in der Hoffnung, dass sie Hilfe erhalten.
Unerwartet muss Sergeant Porter das Kommando über das Platoon übernehmen, unterstützt von dem besonnenen Staff Sergeant Tyne. Das Ziel der Truppe liegt rund sechs Kilometer entfernt: eine Brücke, die gesprengt werden soll, doch in ihrer unmittelbaren Nähe befindet sich ein Bauernhaus, in dem deutsche Soldaten sich aufhalten. Bereits auf dem Weg zum Bauernhaus müssen sich die Soldaten gegen Luftangriffe und Panzer wehren. Der Trupp trifft auch zwei desertierte italienische Soldaten, von denen sie Auskunft verlangen, aber auch nicht viel erfahren. Im Laufe des Fußmarsches verhält sich Sergeant Porter psychisch auffällig und erleidet schließlich einen Nervenzusammenbruch, offenbar da er mit seiner neuen Verantwortung als Anführer des Platoons, der mit seinen Entscheidungen über Leben und Tod seiner Soldaten mitbestimmt, nicht klar kommt. Daher muss Tyne die Leitung des Trupps übernehmen.
Zwischen den Angriffen kommen die Soldaten immer wieder ins Gespräch über manchmal fundamentale, manchmal triviale Dinge: Sie schmieden Zukunftspläne und fragen sich, ob man überhaupt für die Zukunft planen soll. Sie machen Scherze über das Purple Heart. Private Carraway redet über Schallplatten, Kinofilme und ob die Struktur eines Blattes komplizierter als die des menschlichen Körpers ist. Der fatalistische Private Archimbeau prognostiziert, dass man irgendwann in den 1950er-Jahren in Tibet kämpfen werde. Auch ihre Eindrücke von Italien werden zum Thema, zumal ein paar der Soldaten italienische Wurzeln haben.
Angekommen beim Bauernhof und der Brücke, wagt sich der mutige Sergeant Ward mit mehreren Männern aus der Deckung. Sie müssen allerdings feststellen, dass die Deutschen gut bewaffnet sind, und zwei Männer sterben bei dem erfolglosen Angriff. Bis in die Nacht können die Soldaten nicht mit dem Angriff warten und so muss ein neuer Plan her. Der Soldat Windy, intelligent und höflich, aber bisher zurückhaltend, macht einen Vorschlag: Ein großer Teil Männer greift von vorne an, während der Private Rivera das Haus stetig beschießt. Das soll genug Ablenkung bieten, damit einige Männer heimlich durch den Fluss waten und sich in das Bauernhaus vorkämpfen können. Der Plan wird angenommen.
Im Laufe des Angriffs kommt selbst der bisher stets standfest wirkende Tyne an die Grenzen seiner Kraft: Beim Angriff verschlimmert alles vor seinen Augen und er wird beinahe bewusstlos, während er sich stetig die Worte Nobody dies (Niemand stirbt) sagt. Schließlich gelingt der Angriff, aber mit vielen Verlusten, darunter Archimbeau. Es ist zwölf Uhr, als die Soldaten in das Bauernhaus eindringen und sich heiß ersehnte Lebensmittel herausholen können.

## Hintergrund
A Walk in the Sun heißt auf Deutsch übersetzt etwa „Ein Spaziergang in der Sonne“ und kann als ironische Verharmlosung des blutigen Marsches unter italienischer Sonne im Film gesehen werden. Milestones Film hebt sich in seiner Erzählweise von den meisten Kriegsfilmen der 1940er-Jahre ab: Weder die hochrangigen Militärs der US-Armee noch die deutschen Gegner rücken in den Fokus, keine großen Reden für oder gegen den Krieg werden geschwungen, sondern der Film konzentriert sich ganz auf die Erlebnisse des einen Platoons im Laufe von nur einem Vormittag. Zeit und Ort sind somit stark verdichtet, auch unscheinbare Momente innerhalb des Trupps werden gezeigt. Das Drehbuch von Robert Rossen folgt hierin eng der Romanvorlage von Brown, die wiederum in ihrem harten, realistischen, mitunter sarkastischen Erzählstil etwas von der Hardboiled Literature hat. Auch dem Film A Walk in the Sun wurde mitunter bescheinigt, etwas von einem „Film noir über den Zweiten Weltkrieg“ zu haben.
Der Schauspieler Burgess Meredith setzte das Filmprojekt im Herbst 1944 in Bewegung, indem er dem Filmproduzenten Samuel Bronston eine Verfilmung des Buches ans Herz legte. Meredith sollte keine richtige Rolle im fertigen Film haben, doch ist er am Filmanfang als Erzählerstimme zu hören. Als Regisseur wurde Lewis Milestone verpflichtet, der seit den 1920er-Jahren an einer Reihe von renommierten Kriegsfilmen gearbeitet hatte. Die Dreharbeiten erwiesen sich als schwierig: Bronston, der noch am Anfang seiner Laufbahn als Produzent kam, hatte sich 500.000 US-Dollar für den Dreh geliehen. Diese 500.000 US-Dollar Budget wurden aber deutlich überstiegen, woraufhin Bronston von seinen Geldgebern das Vertrauen entzogen wurde. Inmitten der Dreharbeiten wanderten die Filmrechte daher zu Superior Productions, Inc., einer Produktionsfirma, bei der Milestone einer der Inhaber war und somit auch Produzent von A Walk in the Sun wurde. Anschließend entstanden mehrere rechtliche Streitereien um den Film, so konnte sich Bronston in einem Teilerfolg sichern, zu 21,25 Prozent an dem Profit des Filmes beteiligt zu werden.
Gedreht wurde nicht in Italien, sondern am Malibou Lake nahe Agoura Hills sowie im San Fernando Valley. Bei den Filmzensoren des Hays Codes konnte sich Milestone nicht damit durchsetzen, die Soldaten auch beispielsweise Schimpfwörter sprechen zu lassen, was den Film nach seiner Ansicht noch authentischer gemacht hätte. Die ausschließlich männliche Besetzung musste, da der Film unabhängig produziert war, von verschiedenen Filmstudios kommen. Hauptdarsteller Dana Andrews wurde etwa von dem Filmproduzenten Samuel Goldwyn ausgeliehen, bei dem er unter Vertrag stand. Andrews und der im Vorspann an zweiter Stelle genannte Richard Conte hatten bereits im Vorjahr an Milestones Kriegsfilm The Purple Heart mitgewirkt. John Ireland machte hier gleich in einer zentralen Rolle sein Filmdebüt.
Der Film kam Ende 1945, also bereits einige Monate nach Kriegsende, in die Kinos und war relativ erfolgreich. Milestone erhielt viel freundliche Post von Soldaten des Zweiten Weltkrieges, aber auch einen kritischen Brief von dem Soldaten, Drehbuchautor und späteren Regisseur Samuel Fuller: Er warf Milestone, insbesondere unter Bewunderung von dessen berühmten Antikriegsfilm Im Westen nichts Neues vor, einen unauthentischen Film gedreht zu haben. Er stieß sich auch daran, dass Milestone sich während der Dreharbeiten von einem Colonel und weniger von einfachen Soldaten beraten ließ.
In Deutschland lief der Film erstmals 1958 im Kino.

## Soundtrack
Milestone ersetzte die eigentlich eingeplante Filmmusik von Freddie Rich zum Teil durch mehrere Folk-Lieder, die von Earl Robinson (Musik) und Millard Lampell (Texte) geschrieben und dann von Kenneth Spencer gesungen wurden. Sie fungieren teilweise wie ein Griechischer Chor zu den Ereignissen im Film. Während die Lieder an sich unter Folk-Liebhabern viel Anklang fanden, rief ihr Einsatz im Film schon beim damaligen Testpublikum Irritationen hervor und spaltete die Kritiker auch später noch. Möglicherweise lag es aber auch daran, dass sich der Einsatz von kommentierenden Liedern in Nicht-Musicalfilmen erst richtig mit Zwölf Uhr mittags (1952) etablierte und A Walk in the Sun hier eine Pionierstellung einnahm.

## Kritiken
Bosley Crowther lobte in der New York Times vom 12. Januar 1942, A Walk in the Sun sei einer jener „feinen, aufrichtigen Filme über den Krieg“. Die Besetzung sei überzeugend und verkörpere glaubwürdig die Soldaten, allen voran Dana Andrews in der Hauptrolle. Leser des Buches würden vielleicht etwas enttäuscht sein, da dieses noch intensiver das Innenleben der Soldaten schildere – allerdings sei es vielleicht „unumgehbar“ für den Film gewesen, nicht die Kraft der Vorlage zu erreichen. Den Einsatz der Lieder im Film fand Crowther zwar gut gemeint, man wolle mit diesen offenbar das Geschehen reflektieren, aber doch eher unvorteilhaft – da die Lieder aus dem unmittelbaren Geschehen herausreißen würden und Milestones Film „dann am effektivsten ist, wenn es auf dramatische Weise dokumentiert“. Crowther forderte die Leser auf, trotz der von ihm genannten Schwächen den Film unbedingt zu sehen.
Der Filmdienst lobte den Film: „Nicht die militärische Operation selber, sondern die innere Verfassung der Soldaten und das Verhalten von Menschen im Krieg ist das Thema des Films. Wegen seiner Ernsthaftigkeit, Wahrhaftigkeit und seinem unpathetischen Realismus ist der mit bescheidenen Mitteln handwerklich perfekt gemachte Kriegsfilm dem Durchschnitt des Genres weit überlegen“. Zugleich wurde aber bemängelt, dass in der deutschen Fassung das amerikanische Original um 30 Minuten gekürzt wurde. Der Filmdienst empfahl den Film ab 16 Jahren.
Das britische Filmmagazin Time Out nannte A Walk in the Sun einen der besten Filme, der aus dem Zweiten Weltkrieg gekommen sei. Die Charakterisierungen seien „scharf und unkompliziert“, der Fokus liege auf der Mischung aus Langeweile und Angst im Krieg. Der Film trage seine Botschaften weniger offensichtlich mit sich als Milestones Kriegsfilm-Klassiker Im Westen nichts Neues.
Der US-Filmkritiker Dennis Schwartz meinte 2007, dass A Walk in the Sun „vielleicht der beste Zweiter-Weltkrieg-Film“ sei (Might be the best World War II film) und lobte vor allem die „unsentimentale Art“ und den düsteren, realistischen Stil. „Der Film ist weniger an Handlung oder Antikriegshaltungen interessiert, sondern eher an ehrlichen Charakterisierungen und der Darstellung, wie der normale Soldat seinen Job in der Kampfzone ausführt.“

## Auszeichnungen
Der National Board of Review wählte A Walk in the Sun 1946 unter die zehn besten Filme des Jahres. Nachdem er in Großbritannien im Kino gezeigt wurde, erhielt er 1952 eine Nominierung für den British Academy Film Award als Bester Film.
A Walk in the Sun wurde 2016 in das National Film Registry der Library of Congress aufgenommen. Als Begründung schrieb das National Film Registry, dass Milestones Im Westen nichts Neues (1930) zwar berühmter sei, aber auch A Walk in the Sun als Klassiker unter den Filmen über den Zweiten Weltkrieg gelten könne:
A Walk in the Sun verzichtet auf den üblichen Fokus von Kriegsfilmen auf heftige Kampfszenen für eine episodische, scharfsinnige Charakterstudie der Männer in der Truppe, durchbrochen von scharfen, zufälligen Ausbrüchen der Gewalt. Die ständigen Gespräche zwischen den Soldaten entlarven den emotionalen Stress, durch den sie gehen müssen, wenn sie mit den tagtäglichen Unsicherheiten des Krieges, der konstanten Gefahr und der Angst vor dem Tod konfrontiert werden.